# Sergio Osmeña
Sergio Osmeña (9. september 1878 – 19. oktober 1961) var den anden præsident af Filippinerne. Han var vicepræsident under Manuel L. Quezon, og blev præsident ved Quezons død i 1944. Han var grundlægger af partiet Nacionalista Party.
Osmeña er patriark i den prominente Osmeña-familie, der inkluderer hans søn (tidligere senator Sergio Osmeña Jr.) og hans børnebørn (Senatorerne Sergio Osmeña III og John Henry Osmeña), tidligere guvernør (Lito Osmeña og borgmesteren i Cebu Tomas Osmeña).
1. ↑  Navnet er anført på engelsk og stammer fra Wikidata hvor navnet endnu ikke findes på dansk.
2. ↑  Navnet er anført på engelsk og stammer fra Wikidata hvor navnet endnu ikke findes på dansk.
3. ↑  Navnet er anført på engelsk og stammer fra Wikidata hvor navnet endnu ikke findes på dansk.
4. ↑  Navnet er anført på engelsk og stammer fra Wikidata hvor navnet endnu ikke findes på dansk.
5. ↑  Navnet er anført på svensk og stammer fra Wikidata hvor navnet endnu ikke findes på dansk.
6. ↑  Navnet er anført på bokmål og stammer fra Wikidata hvor navnet endnu ikke findes på dansk.